# Glückssprung
Der Glückssprung ist ein traditioneller Brauch zu Silvester, der besonders im süddeutschen Raum, in Österreich und im Erzgebirge verbreitet ist.
Silvester gehört im Erzgebirge zu den Drei Heiligen Abenden, der Weihnachts-, der Silvesternacht und der Nacht vor Hochneujahr, die traditionell mit zahlreichen Bräuchen gefeiert werden.
Beim zwölften – in manchen Gegenden auch beim ersten – Glockenschlag wurde am Silvesterabend vom Tisch oder Stuhl gesprungen und dabei folgender Neujahrsspruch aufgesagt.

„Grüß Dich Gott! Du neues Jahr, Viel Segen, Fried’ und Glück. Das bringst Du uns doch wohl mit!“

Der Aberglaube besagte, dass beim Unterlassen des obligatorischen Glückssprungs denjenigen im nächsten Jahr das Glück verlassen würde. Seit Mitte des 20. Jahrhunderts ist diese Silvestertradition in einigen Regionen etwas in Vergessenheit geraten.